# 三友康平
三友 康平（みとも こうへい、1980年3月19日 - ）は、福岡県直方市出身のバスケットボール指導者、選手である。
2005年にbjリーグの大分ヒートデビルズと選手契約を結び、プロ選手となる。2008年にbjリーグのライジング福岡に移籍し、2009-10シーズンには最優秀シックスマン賞を受賞する。2010-11シーズンに大分に復帰し、2012-13シーズンをもってプロ選手を引退した。選手としてのポジションはポイントガード、シューティングガードだった。
2016年より、Bリーグ・B2の鹿児島レブナイズのアシスタントコーチを務めた。
2017年からは、高等学校バスケットボール部の顧問として指導している。
2023年離婚

## 経歴
植木小学校在籍時の6歳の時にバスケットボールを始める。植木中学校を、福岡県立鞍手高等学校、鹿屋体育大学を経て、そして2002年に社会人クラブである福太郎クラブに入団。そして2005年のドラフト会議で全体25位で大分ヒートデビルズから指名を受ける。
2005年は出場時間が与えられなかった。しかし翌年はほとんどの試合でスターティングメンバーを獲得。
2008年、地元のライジング福岡へ移籍。福岡での2シーズン目となるbjリーグ 2009-10シーズンには先発8試合を含む50試合に出場し、1試合平均でチームの日本人としては最高得点となる9.2得点を記録する。この成績が評価され、最優秀6th Man賞を受賞した。
2010-11シーズン、大分ヒートデビルズに復帰する。2012-13シーズン終了後、プロ選手としては引退した。その後、2014年と2015年の国民体育大会に福岡県代表選手として参加した。
2016年、Bリーグ・B2の鹿児島レブナイズのアシスタントコーチに就任した。
2017年、高等学校バスケットボール部顧問に就任

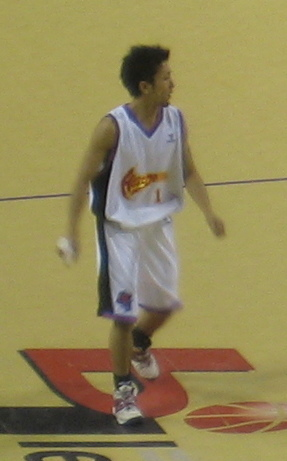